# Колеогине
Колео́гине (лат. Coleogyne) — монотипный род цветковых растений в составе семейства Розовые (Rosaceae). Единственный вид — колеогине кистистая.

## Название
Название Coleogyne было дано роду растений Джоном Торри в 1851 году. Оно происходит от др.-греч. κολεός — «покрывало» и γυνή — «завязь». Видовой эпитет ramosissima означает «сильно ветвистая».

## Ботаническое описание
Колеогине — небольшой или довольно крупный сильно ветвящийся листопадный кустарник, иногда достигающий 2 м в высоту. Листья 1—2 см длиной, линейные или булавовидные, толстые, с ровным краем, расположенные очерёдно, группами. Молодые веточки пепельно-серого цвета, с острым концом.
Цветки жёлто-коричневые, одиночные. Лепестки отсутствуют (очень редко имеются два светло-жёлтых яйцевидных лепестка), чашелистики развиты, в количестве 4, жёлтые. Тычинки многочисленные, пестик один, изогнутый, ворсистый, долговечный.
Плод — гладкая кожистая семянка.
Колеогине неустойчивы к пожарам. В пустынях Мохаве, Сонора и Колорадо некоторые экземпляры растений живут по нескольку сотен лет.

## Ареал и значение
Ареал колеогине кистистой ограничен юго-западом США. Распространена от юго-западного Колорадо и северной Аризоны до юго-восточной Калифорнии. Нередко произрастает на высоте 1000—2000 м над уровнем моря.
Листья колеогине часто поедаются овцами и козами, реже — коровами, что переносится растениями хорошо.

## Классификация
|  |                                      |  |                                                             |                                                             |                   |  | ещё 8 семейств (согласно Системе APG II) | ещё 8 семейств (согласно Системе APG II)                     |                                                              |  |  |  | ещё 6 триб                                | ещё 6 триб                                |                         |  |  |  |  |
|  |                                      |  |                                                             |                                                             |                   |  | ещё 8 семейств (согласно Системе APG II) | ещё 8 семейств (согласно Системе APG II)                     |                                                              |  |  |  | ещё 6 триб                                | ещё 6 триб                                | вид Колеогине кистистая |  |  |  |  |
|  |                                      |  |                                                             | порядок Розоцветные                                         |                   |  |                                          |                                                              | подсемейство Сливовые                                        |  |  |  |                                           | род Колеогине                             |                         |  |  |  |  |
|  |                                      |  |                                                             | порядок Розоцветные                                         |                   |  |                                          |                                                              | подсемейство Сливовые                                        |  |  |  |                                           | род Колеогине                             |                         |  |  |  |  |
|  | отдел Цветковые, или Покрытосеменные |  |                                                             |                                                             | семейство Розовые |  |                                          |                                                              | триба Kerrieae                                               |  |  |  |                                           |                                           |                         |  |  |  |  |
|  | отдел Цветковые, или Покрытосеменные |  |                                                             |                                                             |                   |  |                                          |                                                              |                                                              |  |  |  |                                           |                                           |                         |  |  |  |  |
|  |                                      |  | ещё 44 порядка цветковых растений (согласно Системе APG II) | ещё 44 порядка цветковых растений (согласно Системе APG II) |                   |  |                                          | подсемейства Розановые и Дриадовые (согласно Системе APG II) | подсемейства Розановые и Дриадовые (согласно Системе APG II) |  |  |  | еще 3 рода — керрия, невиусия и родотипос | еще 3 рода — керрия, невиусия и родотипос |                         |  |  |  |  |
|  |                                      |  |                                                             | ещё 44 порядка цветковых растений (согласно Системе APG II) |                   |  |                                          |                                                              | подсемейства Розановые и Дриадовые (согласно Системе APG II) |  |  |  |                                           | еще 3 рода — керрия, невиусия и родотипос |                         |  |  |  |  |